# ترش متال
ثرَش متال (انگلیسی: thrash metal؛ یا به‌اختصار ترش) زیرشاخه‌ای افراطی از موسیقی هوی متال است که با تهاجم کلی و تمپوی سریع خود شناخته می‌شود. ترانه‌های این ژانر معمولاً از ضربات ریتمیک سریع و پرانرژی و ریف‌های گیتار با محدوده صوتی پایین‌تر (نت‌های بم‌تر) بهره می‌برند و با نوازندگی سریع و تکنیکی گیتار لید (به سبک شردینگ) همراه می‌شوند.
این ژانر در اوایل دهه ۱۹۸۰ ظهور کرد و از آن زمان نوازندگان شروع به ترکیب درامز دوبل بیس (استفاده از دو پدال بیس) و سبک‌های پیچیده گیتار از موج نوی هوی متال بریتانیایی با سرعت و تهاجم هاردکور پانک و تکنیک‌های پراگرسیو راک کردند. از نظر فلسفی، ترش متال به‌عنوان واکنشی علیه محافظه‌کاری دوران ریگان و زیرشاخه بسیار معتدل‌تر، پاپ‌محور و فراگیر هوی متال یعنی گلم متال که در دهه ۱۹۸۰ به‌طور هم‌زمان توسعه یافت، شکل گرفت. ژانرهای مشتق‌شده شامل کراس‌اور ترش است که ترکیبی از ترش متال و هاردکور پانک محسوب می‌شود.
جنبش اولیه ترش متال حول محور لیبل‌های مستقل مانند مگافورس، متال بلید، کامبت، رودرانر و نویز و همچنین صنعت زیرزمینی تیپ تریدینگ در اروپا و آمریکای شمالی شکل گرفت. این ژانر از حدود سال ۱۹۸۵ تا ۱۹۹۱ از نظر تجاری موفقیت‌آمیز بود و گروه‌هایی مانند متالیکا، اسلیر، مگادث و انترکس را که همگی به‌عنوان «چهار بزرگ» ترش متال آمریکا شناخته می‌شوند، به شهرت رساند. گروه‌های دیگری مانند اورکیل، متال چرچ، نیوکلئر اسالت، فلوتسم اند جتسم و گروه‌های منطقه بی آریا مانند اکسدس، تستمنت و دث آنجل هرگز به سطح موفقیت «چهار بزرگ» نرسیدند، اما از طریق برنامه ام‌تی‌وی به نام هدبنگزر بال یا راه‌های دیگر، طرفداران قابل‌توجهی در جامعه متال پیدا کردند. برخی از محبوب‌ترین گروه‌های بین‌المللی ترش متال در این دوره شامل سپولترا از برزیل، وویوود و آنیهیلیتور از کانادا، کورونر از سوئیس، آنسلات از انگلستان و «چهار بزرگ» آلمانی ترش متال، معروف به ترش توتونیک، یعنی کریتور، دستراکشن، سادام و تنکارد بودند.
محبوبیت ژانر ترش متال تا اواسط دهه ۱۹۹۰ کاهش یافت، که نتیجه موفقیت تجاری ژانرهایی مانند آلترناتیو راک، گرانج و بعدها پاپ پانک و نیو متال بود. در واکنش به این تغییرات، برخی گروه‌ها یا منحل شدند یا از ریشه‌های ترش متال خود فاصله گرفته و به سمت گروو متال یا آلترناتیو متال حرکت کردند. با این حال، از دهه ۲۰۰۰ به بعد، این ژانر با ظهور گروه‌هایی مانند باندد بای بلاد، اویل، هچت، هاوک، لمب آو گاد، میونیسیپال ویست و واربرینگر بار دیگر احیا شد. این گروه‌ها به‌عنوان پیشگامان عرصه‌ای که به «احیای ترش متال» معروف است، شناخته می‌شوند.

## ویژگی
سبک ثرش متال عموماً شامل ضرب آهنگ سریع، ریف‌های پیچیده گیتار و درام نوازی با درام بیس (کیک) است. این سبک در اوایل دهه ۸۰ میلادی و با تلفیق بیت‌های درام متعلق به هاردکور پانک و استایل‌های گیتار متعلق به موج نوی هوی متال انگلیسی پدید آمد. بسیاری از بیسیست‌های این سبک حین نواختن از پیک گیتار بهره می‌برند. هرچند بسیاری از آنها همچون کلیف برتون، رابرت تروهیو، Frank Bello, Greg Christian, Steven DiGiorgio از انگشتان خود استفاده می‌کنند.

## تاریخچه

### پیشینه
اولین قطعه ای که می‌توان به آن برچسب ثرش متال زد قطعه Stone Cold Crazy از گروه بریتانیایی و افسانه ای کویین از آلبوم Sheer Heart Attack است (که متالیکا نیز آن را در سال ۱۹۹۰ کاور کرد) است. گفته می‌شود این قطعه ثرش متال بوده قبل از این که حتی لغت ثرش متال پدید بیاید. پس از آن بندهای مختلفی چون آیرون باترفلای، آیرن میدن، جوداس پریست، ونوم، موتورهد و تعدادی دیگر نوازندگی‌های سرعتی را معرفی کردند که بعدها به قسمتی جداناپذیر از ثرش متال تبدیل شد.

### اوایل دهه ۸۰
در ژوئن سال ۱۹۸۱ مکگاونی و هتفیلد آهنگی به نام Hit the Lights را تحت نام Leather Charm که یک بند هارد راک از کالیفرنیای جنوبی بود، نوشتند. این بند خیلی زود از هم پاشید و هتفیلد، لارس اولریش را پس از انتشار یک تبلیغات در روزنامه ملاقات کرد. این دو بعدها به همراه دیو ماستین (گیتار) که بعداً گروه مگادث را تشکیل داد، و ران مکگاونی (بیس) همگروهی سابق هتفیلد، گروه متالیکا را تشکیل دادند. کرک همت در سالهای بعد جای ماستین را گرفت.
عبارت «ثرش متال» برای نخستین بار توسط مالکولم دام خبرنگار مجله کرانگ وقتی درصدد اشاره به ترانه ای از انثرکس یعنی Metal Thrashing Hard استفاده شد.
بند دیگر از بین چهاربند بزرگ ثرش متال زمانی ایجاد شد که جف هانمن و کری کینگ در یک رویداد هنرآزمایی (که آزمونی ورودی برای یک گروه موسیقی بود) یکدیگر را ملاقات کردند و تصمیم گرفتند تا گروهی مستقل برای خودشان ایجاد کنند. آنها به همراه دیو لمباردو که در آن زمان راننده و پیک موتوری بود و همچنین درامر تام آرایا بند اسلیر را تشکیل دادند. آنها نخستین آلبومشان ار شش ماه پس از نخستین آلبوم متالیکا یعنی Kill 'em all منتشر کردند.

### اواسط دهه ۸۰
محبوبیت ثرش متال با انتشار آلبوم Ride the lightning توسط متالیکا و همین‌طور آلبوم Fistful of Metal توسط انترکس افزایش یافت.

## گروهای موفق این سبک
- در ایالات متحده:

چهار بزرگ(Big Four) آمریکایی:
- متالیکا
- اسلیر
- انثرکس
- مگادث

سایر گروه‌های آمریکایی:
- پنترا
- آورکیل
- اکزودوس
- متال چرچ
- تستمنت
- در بریتانیا:
  - موتورهد
  - جوداس پریست
  - آیِن مِیدن
- در آلمان:
  - کریتور
  - سادام
  - دیستراکشن
  - تانکارد
  - هولی موزز
- در کانادا:
  - آنیهیلیتور
- در برزیل:
  - سپولتورا
- درسوییس:
  - کلتیک فراست